# Neodiphthera strandi
Neodiphthera strandi är en fjärilsart som beskrevs av Friedrich Wilhelm Niepelt 1934. Neodiphthera strandi ingår i släktet Neodiphthera och familjen påfågelsspinnare. Inga underarter finns listade i Catalogue of Life.